# 鲍林格林 (密苏里州)
鲍林格林（Bowling Green）是美国密苏里州派克县的一个城市。在美国2000年人口普查时，全镇共有3260人。该镇同时是派克县的县治。

## 地理
鲍林格林位于39°20′30″N 91°12′0″W / 39.34167°N 91.20000°W (39.341597, -91.200076)。
根据美国人口调查局的数据1.9 平方英里(5.0 km²)，全部都是陆地。

## 人口统计
截至2000年的人口普查，全镇共有3260居民，1290户和798个家庭。人口密度是1677.0人每平方英里(648.8/km2)。该镇1420个住房单位平均密度为730.5个每平方英里(282.6/km2)。全镇人口90.64%是白种人，7.67%是非洲裔美国人，0.12%是美国土著，0.18%是亚裔，0.21%来自其他种族，还有0.17&是混血。西班牙裔和拉丁美洲裔分别占总人口的0.74%。
全镇1290户的32.5%有18岁以下的孩子和他们居住，42.9%户是已经结婚的，14.7%户已婚丧夫的家庭，还有38.1%户是非家庭。1290户的32.9%由个人组成，16.1%户居住着65岁及以上的独居老人。平均每户有2.38人，每个家庭3.03人。
全镇18岁以下的少年儿童及青少年占总人口的27.2%，8.6%的人口居于18岁到24岁之间，26.6%的人口居于25岁到44岁之间，19.3%的人口居于45岁到64岁之间，还有18.3%的人口是65岁以上的老年人。人口年龄的中位数是361岁，平均每100个女性对应85.9个男性。18岁以上的每100个女性对应80.6个男性。